# آزادراه ام۶۰۶

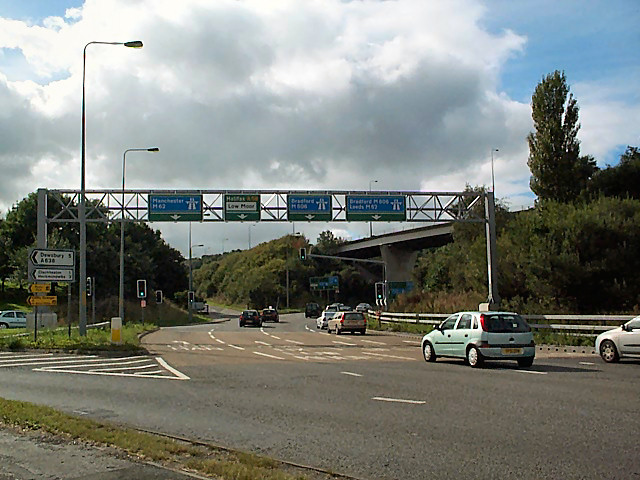
آزادراه ام۶۰۶

آزادراه‌ ام۶۰۶ (به انگلیسی: M606 motorway) یک آزادراه در کشور انگلستان است.
این آزادراه که از شهر کلکهیتون شروع میشود، ۴.۸ کیلومتر (۳ مایل) مسافت دارد و در  برادفورد به پایان میرسد.